# Hans-Heinrich Reckeweg
Hans-Heinrich Reckeweg, född 9 maj 1905, död 13 juni 1985, var en kontroversiell tysk läkare som började inom skolmedicin, och disputerade till filosofie doktor i Bonn 1930. Han var gift med Margaret Stehle.
Han tog emellertid intryck av homeopatins läror och konverterade senare och började delta vid tillverkning av homeopatiska mediciner i företaget Homotoxicology, GmbH.
Några milstolpar:
| *1936      | Grundade företaget Heel, Inc (Akronym av Herba Est Ex Luce)                   |
| *1946      | Frigiven från krigsfångenskap under andra världskriget                        |
| *1948—1949 | Utvecklade läran om Homotoxologi och antihomotoxiterapi                       |
| *1955      | Utgav boken Homo toxins and Homotoxikosen – Basics of a synthesis of medicine |
| *1961      | Grundade Föreningen för toxologi och homoantihomotoxiterapi                   |
| *1962      | Utgav tidskriften Homotoxinjournal (1972 namnändrad till Biological Medicine) |
| *1978      | Sålde Heel, inc, som flyttades till Albuquerque i New Mexico, USA             |

Reckeweg påstod att om 10 olika botemedel gjorde samma sak, så skulle det gå att blanda alla medlen i ett och samma recept, och sen låta patientes egna kroppsfunktioner välja det medel som kroppen behövde. Han vidareutvecklade dessa tankar i principen om Homaccorde.
Vidare menade han att eftersom olika potentieringar efter hand blev mer och mer utspädda, så skulle man kunna blanda flera potentieringsgrader i samma medicin, och låta patientens kropp  utöver att sortera fram det lämpliga ämnet i preparatet t o m att bland ingående potentieringsgrader i det utvalda ämnet även kunna välja den potentieringsgrad i blandningen, som kroppen bäst behövde. 

## Skrifter
- Schweinefleisch und Gesundheit, Allgemeinverständlicher Vortrag, ISBN 978-3-922907-06-0
- Homoepathia Antihomotoxica, Symptomen- und Modalitätenverzeichnis mit Arzneimittellehre,  ISBN 978-3-936676-29-7. En CD-ROM och en bilaga med preparatlista ingår.